# Острів Відо
Відо (грец. Βίδο) — острів групи Іонічних островів Греції. Це невеликий острів (діаметром менше кілометра) в гирлі порту Керкіри.

## Історія
У давнину острів був відомий як Птихія і тут розміщувався храм богині Гери. У 80 р.  н. е. християни заснували церкву, присвячену святому Стефану (збудували місіонери Святі Ясон та Сосипатр), яка була зруйнована. Віднайдений під підлогою церкви посуд може свідчити про будівлю церкви на фундаменті древнішої споруди.
За окремими даними у час володіння островом Венеційської республіки він використовувався як  тюрма, засуджені до якої переправлялись по підземному тунелю з острова Керкіри.
Острів входив до складу Венеційської Республіки, одним з власників якого був дворянин Гвідо Маліпіеро, в честь якого нині названо острів. У 1716 році острів був базою османських військ, які взяли в облогу Керкіру, поки його не завоював Йоганн Маттіас фон дер Шуленбург. У 1797 р. Наполеон Бонапарт окупував Керкіру і заснував на острові велику фортецю.
У 1799 році острів був відвойований російсько-османським десантом. Проте, у 1807 р. французька армія повернула собі острів та розпочала оновлення школи-фортеці та будівництво на острові трьох великих укріплень.
У 1814 році британці захопили  острів та зруйнували на ньому усі будівлі для будівництва власних оборонних споруд.
З 1864 р. Відо входить до складу  Греції, відбувається  демілітаризація острова та вся зброя була вивезена з острова, а військові споруди знищені.

## Карантинний острів

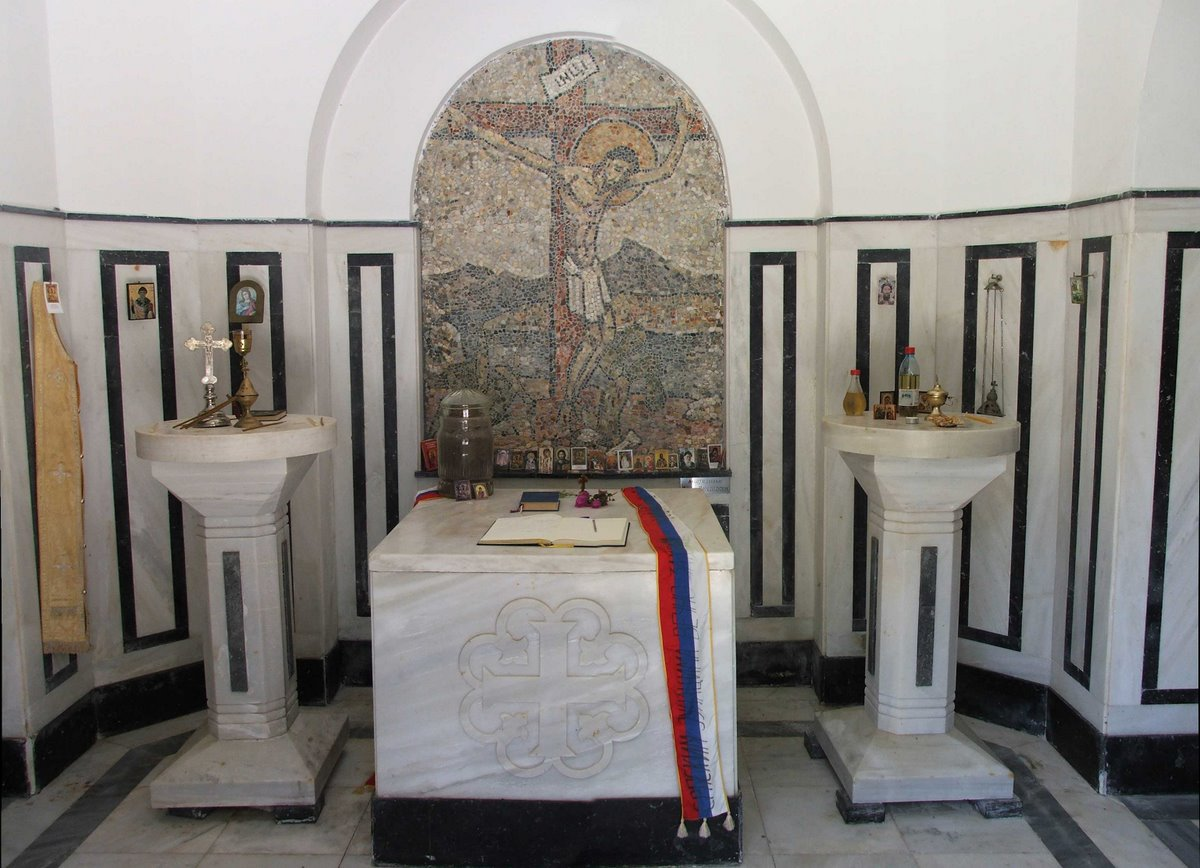
Мавзолей сербським солдатам

Під час Першої світової війни острів служив лікарнею та карантином для хворих сербських солдатів після відступу сербської армії та частини цивільного населення через Чорногорію та Албанію 1915 року після австро-німецько-болгарської навали на Сербію (див. Сербський фронт). Поки основні табори армії перебували на Керкірі (Корфу) (контингент також був відправлений до Бізерти, а багато цивільних біженців були прийняті Францією), хворих та майже вмираючих, переважно солдатів, лікували на Відо, щоб запобігти епідемії. Незважаючи на матеріальну допомогу союзників, погані умови в імпровізованих медичних установах призвели до високого рівня летальності.
Через невелику площу острова та його кам'янистий ґрунт, незабаром з'явилося необхідність поховати мертвих у морі (прив'зуючи трупи до каменів, щоб запобігти їх плаванню). В морі біля острова Відо було поховано понад тисячу людей (за іншими даними — понад 5000).

## Сучасність

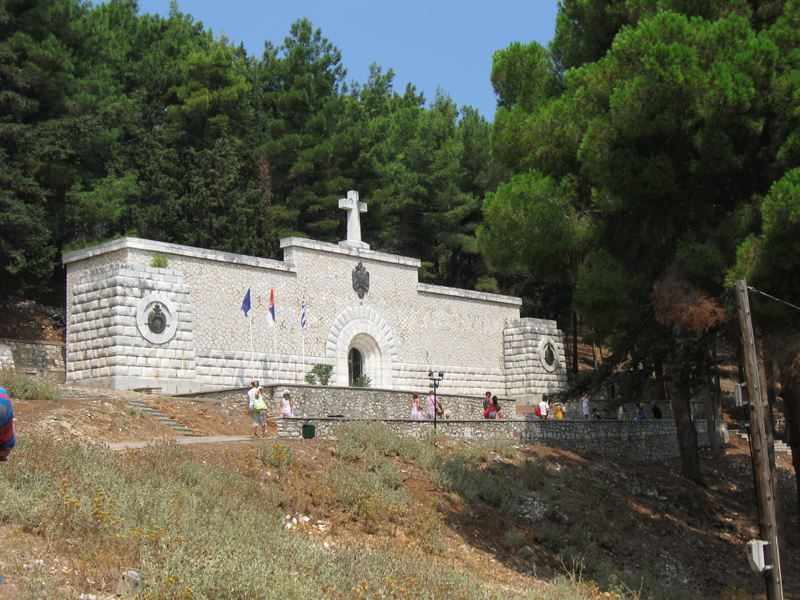
Мавзолей

Відос (або Відо) просто потопає в буйній зелені соснового лісу. 1938 року на острові було зведено мавзолей за проектом архітектора Миколи Краснова. У стінах мавзолею знаходяться 1232 кесона, що містять останки солдат, похованих раніше на кладовищах Корфу, імена яких були відомі. Останки невідомих солдатів були поховані під двома меморіальними плитами за межами мавзолею. Тут завжди є квіти, свічки, а також фотографії і спеціальна Пам'ятна Книга, в яку можна вписати свою вдячність. На острові є кафе, пляж, працює дитячий скаутський табір. По всій території бігають кролики.
Острів підключений до електро та водопостачання Керкіри, які подаються по підводними трубами та кабелями.